# Babindol
Babindol (em húngaro: Babindál) é um município da Eslováquia, situado no distrito de Nitra, na região de Nitra. Tem 5,41 km² de área e sua população em 2018 foi estimada em 790 habitantes.

## Demografia
| Ano:        | 1994 | 2004 | 2014    | 2024   |
| ----------- | ---- | ---- | ------- | ------ |
| Broj ljudi: | 0    | 650  | 727     | 768    |
| Razlika:    |      | –    | +11,84% | +5,63% |

| Ano:               | 2023 | 2024   |
| ------------------ | ---- | ------ |
| Número de pessoas: | 773  | 768    |
| Diferença:         |      | -0,64% |